# Blindagem arquitetônica
A blindagem arquitetônica refere-se à aplicação de materiais e técnicas de engenharia para aumentar a segurança de edificações contra ameaças como invasões, explosões e ataques balísticos. Este tipo de blindagem é amplamente utilizado em edifícios governamentais, bancos, joalherias e residências de alto padrão, visando proteger os ocupantes e os bens valiosos no interior das construções. Como por exemplo usar vidro à prova de bala.

## Histórico
O conceito de blindagem arquitetônica pode ser rastreado até as fortificações medievais, onde muralhas espessas e portões reforçados eram usados para proteger castelos e cidades. Com o avanço da tecnologia, especialmente durante o século XX, novos materiais e técnicas foram desenvolvidos, incluindo vidros à prova de balas e aço de alta resistência, que permitiram a criação de sistemas de proteção mais eficientes e discretos.
Na década de 1960, o aumento da violência urbana e do terrorismo global impulsionou a demanda por soluções de segurança mais sofisticadas. O uso de blindagem em edifícios civis começou a se popularizar, especialmente em países com alta incidência de crimes violentos. Nos últimos anos, a blindagem arquitetônica evoluiu para incluir tecnologias avançadas, como sistemas de controle de acesso integrados e materiais compósitos leves, que oferecem alta resistência sem comprometer a estética dos edifícios.

## Materiais e técnicas
Os principais materiais utilizados na blindagem arquitetônica incluem:
1. Aço Balístico: Utilizado em portas, cofres e paredes reforçadas, o aço balístico é tratado para resistir a impactos de projéteis de alta velocidade.
2. Vidro à Prova de Balas: Composto por várias camadas de vidro e polímeros, este material é projetado para absorver e dissipar a energia de impacto de balas.
3. Painéis de Fibra de Aramida: Conhecidos por sua leveza e alta resistência, esses painéis são usados em paredes e divisórias para proteger contra balas e explosões.
4. Concreto Reforçado: Comumente usado em bunkers e áreas de proteção, o concreto reforçado pode ser combinado com outros materiais para aumentar sua resistência a explosões.

## Aplicações
A blindagem arquitetônica é utilizada em diversas aplicações, incluindo:
1. Bancos e Instituições Financeiras: Para proteger cofres, salas de tesouro e áreas de atendimento ao cliente.
2. Edifícios Governamentais: Proteção contra ataques terroristas e invasões.
3. Residências de Alto Padrão: Segurança para proteger contra assaltos e sequestros.
4. Empresas e Instalações Comerciais: Proteção de áreas sensíveis e proteção contra vandalismo.

## Padrões
A blindagem arquitetônica deve seguir rigorosos padrões de segurança e qualidade, que variam de acordo com o país e a aplicação específica. Em muitos casos, esses padrões são definidos por organismos internacionais, como o National Institute of Justice (NIJ) nos Estados Unidos, por exemplo. Estes padrões classificam os materiais de acordo com sua capacidade de resistir a diferentes tipos de ataques balísticos e explosivos.